# Love Life – Liebe trifft Leben
Love Life – Liebe trifft Leben (Originaltitel: Komt een vrouw bij de dokter) ist ein niederländisches Filmdrama aus dem Jahr 2009 unter der Regie von Reinout Oerlemans. Der Film ist eine Adaption des autobiografischen Romans Mitten ins Gesicht (Originaltitel: Komt een vrouw bij de dokter) von Raymond van de Klundert (Pseudonym: Kluun). 

## Handlung
Stijn ist ein reicher, gut aussehender und egoistischer Werbefachmann mit einer hedonistischen Lebensweise. Er hat scheinbar alles, was man sich wünscht. Er hat eine erfolgreiche Karriere und führt eine liebevolle Ehe mit Carmen, einer selbstbewussten Geschäftsfrau. Ab und zu geht Stijn fremd, aber Carmen erträgt seine sexuellen Eskapaden stillschweigend. Sie weiß, dass Stijn ihr nie wirklich treu sein wird und akzeptiert die Tatsache, dass er fremdgeht. Es gibt jedoch eine Abmachung: Sie darf es nie erfahren. Das Schicksal schlägt zu, als bei Carmen Brustkrebs diagnostiziert wird. Er steht seiner Frau zwar bei, seine Machtlosigkeit macht ihm jedoch schwer zu schaffen, so dass er schließlich eine stürmische Affäre mit der Malerin Roos anfängt und Carmen belügt. Stijn wird süchtig nach Roos und lebt in zwei verschiedenen Welten. Die eine Welt ist voller Leidenschaft und Aufregung mit Roos als Hauptfigur, die andere Welt wird von Krebs terrorisiert und strahlt Traurigkeit und Tod aus.
Carmen wird geheilt und stellt Stijn wegen seines Betrugs zur Rede. Sie geraten in einen heftigen Streit und beschließen, sich scheiden zu lassen. Doch am nächsten Tag bittet Stijn Carmen, ihn noch einmal zu heiraten, und hält vor der Kamera fest, dass er sie nie wieder betrügen wird. Er scheint es ernst zu meinen, denn er bricht den Kontakt zu Roos ab. Leider erkrankt Carmen erneut und kann nicht mehr geheilt werden. Dies führt dazu, dass Stijn in seine alten Gewohnheiten zurückfällt. Er sucht Roos wieder auf und seine Sucht scheint jetzt noch schlimmer zu sein; er will jede freie Minute mit Roos verbringen. Carmen merkt, dass er sie wieder betrügt, und ist zunächst wütend, kann ihm dann aber verzeihen.
In der letzten Phase von Carmens Leben ist Stijn die ganze Zeit bei ihr. Roos verschwindet für eine Weile aus dem Blickfeld. Carmen leidet so sehr, dass sie ihr Leben früher beenden möchte. Jede Bewegung ist für sie unerträglich und sie kann nicht mehr normal essen. Stijn versteht das und berät sich mit dem Arzt, ob Sterbehilfe geleistet werden kann. Zuerst verabschieden sich alle von Carmen und dann trinkt sie die vom Arzt bereitgestellte Substanz. Da diese nicht wirksam ist, gibt der Arzt ihr eine tödliche Injektion. 
Der Film endet damit, dass Stijn Roos anruft und sie zu Carmens Beerdigung einlädt. Später erscheinen Aufnahmen von Stijn und Luna, der Tochter von Stijn und Carmen. Sie hat Geburtstag und öffnet das Geschenkpaket, das Carmen hinterlassen hat. Ob Stijn und Roos zu diesem Zeitpunkt noch zusammen sind, ist unklar.

## Produktion
Im Dezember 2008 wurde bekannt, dass Eyeworks, die Produktionsfirma von Reinout Oerlemans, die Rechte an Kluuns Buch Mitten ins Gesicht erworben hat. Es hieß, es sei geplant, einen großen niederländischen Film daraus zu machen, der ab Dezember 2009 in die Kinos kommen soll. Oerlemans begann daraufhin eine langwierige Suche nach einem Regisseur, die jedoch nicht erfolgreich war. Er sagte dazu: „Der eine mochte das Drehbuch nicht, der andere mochte die Geschichte nicht oder wollte nichts damit zu tun haben.“ Oerlemans schlug seinem Produzenten Hans de Weers vor, selbst die Regie zu führen, und dieser reagierte ermutigend.
Diese Entscheidung wurde von viel Kritik begleitet. Oerlemans hatte noch nie bei einem Film Regie geführt, und als er ankündigte, dass er die Regie übernehmen werde, hatten viele Kritiker bereits ihre Meinung dazu bereit. Carice van Houten war die erste Schauspielerin, die für die Buchverfilmung verpflichtet wurde. Mehrere bekannte Schauspieler sprachen für die Rolle des Stijn vor. Bevor Barry Atsma die Rolle bekam, musste er zweimal vorsprechen.

## Rezeption

### In den Niederlanden

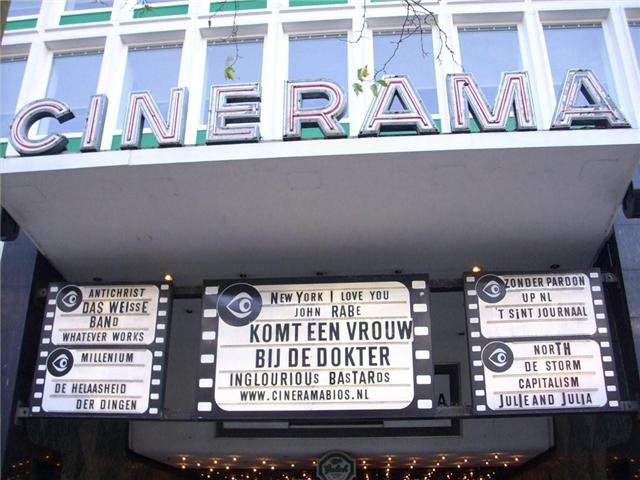
Komt een vrouw bij de dokter erhält die meiste Aufmerksamkeit in den niederländischen Kinos.

In den Niederlanden wurde Komt een vrouw bij de dokter von der Presse mit gemischten Kritiken aufgenommen. Das Algemeen Dagblad nannte den Film eine „besonders gelungene Verfilmung, in der keine einzige Szene fehl am Platz ist, kein einziger Dialog zu lange dauert und die Darsteller ein noch nie dagewesenes Niveau haben“. In der Rezension wurde vor allem die Direktheit des Films gelobt. Kritiker Ab Zagt äußerte sich auch positiv zu Carice van Houten, die „vielleicht die beste Rolle ihrer Karriere“ spiele. Die Tageszeitung bewertete den Film mit vier von fünf Sternen. Auch De Telegraaf bewertete das Ergebnis mit vier von fünf Sternen und lobte insbesondere die schauspielerische Leistung der drei Hauptdarsteller. Außerdem wurde Reinout Oerlemans gelobt, der ein „geborener Geschichtenerzähler“ sei, der „zur richtigen Zeit Abstand“ halte und „den richtigen Ton“ wähle. Nach Ansicht des Rezensenten Eric Koch hätte der Film „kaum besser dargestellt werden können, als es Reinout Oerlemans und sein inspiriertes Team getan haben“.
Andere niederländische Zeitungen äußerten sich überwiegend negativ. Die Tageszeitung de Volkskrant bewertete Komt een vrouw bij de dokter mit zwei von fünf Sternen und schrieb, die „chaotische dramatische Struktur“ sei ein „Hindernis“. Der Rezensent Bor Beekman ärgerte sich nicht nur über das Voice-over, sondern nannte auch die Liebesgeschichte unglaubwürdig. Auch nrc.next gab dem Film nicht mehr als zwei von fünf Sternen. Der Kritiker André Waardenburg bezeichnete den Ehebruch als „zu konfrontativ“ und sprach von einem Mangel an Tiefe. Alle Kritik richtete sich gegen Oerlemans, der die Liebesgeschichte zwischen Stijn und Carmen „verpfuscht“ habe und nur Augen für „Stijns ungezügelten Narzissmus“ habe. Über van Houten wurde nur positiv gesprochen: Sie habe „beeindruckend“ gespielt. Trouw teilte die Meinung der beiden Zeitungen und sprach von einer „klischeehaften“ Verfilmung. Die Rezensentin Belinda van de Graaf schrieb, es sei schwer, einem „so dummen, oberflächlichen Kerl“ einen ganzen Film lang zuzusehen.
Nach der Premiere wurde Stijns Rolle kritisiert. Man war der Meinung, er sei unmoralisch und unsympathisch, was es dem Zuschauer erschweren würde, mit ihm zu sympathisieren. Der Film würde den Ehebruch verherrlichen und hätte deshalb nicht gedreht werden dürfen. Statt einer „Ode an die Liebe“ sei der Film eine „Ode an den Ehebruch“. Trotz allem wurde der Film so beliebt, dass er am 11. Januar 2010 in Rekordzeit mit dem Status eines Diamantenen Films ausgezeichnet wurde (über 1 Million Zuschauer).

### In Deutschland
Ulf Lepelmeier von Filmstarts bewertete Love Life – Liebe trifft Leben mit 3,5 von 5 Sternen und nannte den Film „visuell kreativ gestaltet und mit der pointierten Gegenüberstellung von nahendem Tod und pulsierendem Leben äußerst spannend – und das, obwohl Oerleman [sic] seinem Publikum den Einstieg in den lange Zeit bemerkenswert distanziert erzählten Film nicht gerade leicht macht.“
Das Lexikon des internationalen Films urteilte: „Der primär aus der Perspektive des Mannes inszenierte Film ist von einer ungeheuren Weinerlichkeit geprägt und will Mitleid für den unsympathischen Egomanen erheischen. Die Tragik der Hinterbliebenen wird zwar thematisiert, doch das Leid der betrogenen Sterbenden gerät komplett aus dem Blick.“
Zum Film schrieb Juliane Gringer der Mitteldeutschen Zeitung folgendes: „Trotzdem und nicht zuletzt dank der beiden erstklassigen Hauptdarsteller ist dem niederländischen Regisseur Reinout Oerlemans hier ein zutiefst bewegendes, nie in den Kitsch abgleitendes, menschliches Drama gelungen.“